# Campoo de Enmedio
Campoo de Enmedio è un comune spagnolo di 3 862 abitanti situato nella comunità autonoma della Cantabria, comarca di Campoo-Los Valles. È un comune montano formato da 15 piccole frazioni e dal capoluogo Matamorosa che dista 83 km da Santander ed ospita quasi la metà degli abitanti del municipio. Il territorio comunale, oltre ad offrire un ambiente naturale gradevole, è ricco di giacimenti archeologici e di numerosi monumenti di arte romanica.
Tradizionalmente la sua economia è stata basata sull'agricoltura e sull'allevamento del bestiame, però, grazie all'insediamento di industrie della vicina Reinosa, all'introduzione di mezzi meccanici nel lavoro nei campi e all'incremento del turismo, il numero di persone impiegate nel settore primario è molto diminuito. Una statistica recente indica così la distribuzione della popolazione a seconda del settore di attività: industria ed edilizia 47,5%, servizi 46,3%, agricoltura e allevamento del bestiame &,2%. Il tasso di occupazione sul totale della popolazione è del 47% poco più basso di quello medio della regione.

## Centri abitati
Il comune è formato dai seguenti centri abitati: Aldueso, Aradillos, Bolmir, Cañeda, Celada Marlantes, Cervatos, Fombellida, Fontecha, Fresno del Río, Horna de Ebro, Matamorosa (capoluogo), Morancas, Nestares, Requejo, Retortillo, Villaescusa.

## Storia
I numerosi reperti archeologici indicano risale al paleolitico la prima presenza umana nella zona che vide certamente i primi insediamenti umani stabili nella protostoria e con continuità nell'epoca successiva con le tribù cantabriche della cultura castrense che si opposero alla conquista romana nelle cosiddette guerre cantabriche che terminarono all'epoca imperiale di Augusto con la definitiva vittoria romana ad Aracillum, l'odierno Aradillos, uno dei 16 nuclei abitati del comune di Campoo de Enmedio. Dopo la fine della guerra, nel I secolo, su un piccolo colle nel territorio di Campoo fu fondata dalla IV legione romana la città di Juliobriga, che unisce il nome della famiglia Iulia di Giulio Cesare al suffisso celtoiberico briga. Inizialmente fu soltanto un punto di osservazione e di controllo, probabilmente utilizzando un antico castro, sull'importante strada costruita dai Romani, prima per uso militare e poi per comunicazioni fra la Meseta e il litorale cantabrico, che univa Pisorica, l'attuale Herrera de Pisuerga, a Portus Blendium oggi Suances e a Portus Victoriae identificato con la odierna Santander.
In seguito crebbe d'importanza, divenne un municipio soggetto al diritto romano e sviluppò scambi commerciali con la valle dell'Ebro per buona parte del II secolo, svolgendo opera di romanizzazione della zona. Alla metà del III secolo una epidemia di peste determinò l'inizio di decadenza della vita urbana e la nascita di insediamenti nelle campagne circostanti, come testimoniano i resti di ville romane trovati anche di recente, e la città cominciò ad essere abbandonata, colpita poi e distrutta dall'invasione dei Franchi venuti dalla Gallia.
Gli edifici della città romana in rovina furono in buona parte depredati dei materiali da costruzione utilizzati per innalzare nuove abitazioni o chiese e su di essi sorse poi il paese di Retortillo, frazione del comune di Campoo de Enmedio.
Nel medioevo la zona fu sotto l'influenza e il potere della Chiesa, in particolare del Monasterio de San Pedro di Cervatos, fondato all'inizio del 999 dal conte Sancho Garcés che gli concesse anche i Fueros, confermati in seguito da Ferdinando IV e dai re successivi, creando una vasta signoria abbaziale nella comarca di Campoo.
Il punto più alto della sua storia l'ebbe nei secoli XI e XII. Alla fine del XIII secolo si costituì la Hermandad de Enmedio, una lega fra i centri della comarca, i cui deputati parteciparono ufficialmente alle Juntas Generales della Merindad de Campoo. Il nome di Enmedia è citato in un libro delle Merindades de Castilla del 1352 come appartenente alla Merindad de Aguilar de Campoo.
Nel 1778 si costituì la provincia de Cantabria che nel 1981 ebbe poi lo statuto di autonomia. Nel 1835 nel corso della riforma amministrativa del regno di Spagna i 16 paesi che facevano parte della merindad si unirono in un unico comune costituzionale chiamato Enmedio che dieci anni dopo prese il nome attuale.
Seguendo l'andamento generale della Cantabria, il comune negli ultimi anni ha abbandonato in parte il suo carattere rurale e pastorale per un modello socio economico più moderno e più attento ai servizi con la popolazione che tende a concentrarsi nel capoluogo. In particolare i nuclei rurali hanno registrato una notevole diminuzione del numero di abitanti ed alcuni di essi sono sulla via dell'estinzione come il paese di Morancas che nel 2004 risultava di soli 4 abitanti.

## Monumenti e luoghi d'interesse
Di particolare interesse sono le chiese romaniche del XII secolo dei vari centri abitati del comune: di Fombellida, di Pontecha, rifatta nel XVII, Santa Juliana di Aldueso, la ermita di Santa Ana di Fresno del Rio, Santa Maria di Retostillo costruita sulle rovine di Juliobriga, San Cipriano a Bolmir, dichiarata Bien de Interés cultural.
Di epoca più tarda sono le chiese parrocchiali di Horna de Ebro, del XVIII secolo, di Matamorosa del XVII, di Fontecha del XVI, di Villaescusa del XVII. Da notare sono ancora la chiesa di San Pedro di Requejo del XVII secolo, la chiesa di N.tra S.ra de la Concepcion del XVI secolo ad Aradillos, il Templo de El Salvador di Nesyares del XVI secolo rifatta nel XVII, la chiesa di Santa Lucia del XVII secolo a Villaescusa.
A Cervatos c'è la Colegiada de San Pedro, chiesa romanica del XII secolo dichiarata monumento nazionale, nota anche per il suo insieme di sculture erotiche medioevali.
Di particolare interesse sono il Menhir dell'età del bronzo a Fresno del Rio, prova dell'esistenza di una cultura megalitica in Cantabria, il Castro de las Rabas, resti di un insediamento cantabro dei secoli II e I a.C. a Celada Mariantes dichiarato bien de intéres cultural, il Pico e il Castro de el castillo ad Aldueso e, soprattutto, le rovine di Juliobriga, il più importante e maggiore insediamento romano in Cantabria. Attualmente gli scavi effettuati riguardano soltanto il 5% dello spazio occupato dalla città estesa su circa 20 ettari, anche perché al di sopra della città romana sorge il paese di Retortillo.

## Feste
Le feste come nel resto della Spagna sono manifestazioni popolari tradizionali religiose e ludiche insieme, di canti, balli e gare sportive a cui partecipa l'intera comunità come protagonista e spettatrice.
Tipiche delle Cantabria sono Las Marzos legate all'arrivo della primavera, in cui gruppi di giovani vestiti degli antichi costumi percorrono le vie degli abitati cantando stornelli e canzoni, il cui primo verso recita marzo florido seas bienvenido. Nelle feste dedicate ai santi patroni le processioni e le manifestazioni religiose sono accompagnati da danze e canti in cui si fanno le lodi del santo e si chiedono le grazie personali. I pellegrinaggi ai santuari detti romerias avvengono in forme folcloristiche e dopo le cerimonie religiose nella chiesa è di rigore la merenda collettiva all'aria aperta e la festa con musica, canti, balli, giochi e gare tradizionali.
Oltre alle feste natalizie e a quelle di carnevale di tutto il comune, numerose sono le feste religiose e laiche delle diverse frazioni, il 3 febbraio San Blas a Cervatos, il 15 febbraio Santa Agueda detta la Celliscona a Matamorosa, il 4 maggio La Cruz a Fombellida, il 24 giugno San Juan a Bolmir, il 28 giugno Santa Juliana ad Aldueso, il 29 giugno San Pedro Apostol a Requejo, il 19-20 luglio Santa Justa y Rufina a Horna del Ebro, il 26 luglio Romeria de Santa Ana a Fresno del rio, il 27 luglio San Pantaleon a Cañeda, il 15 agosto Nuestra Señora a Nestares ed anche a Retortillo, l'8 settembre Nuestra Señora a Fontecha, il 15 settembre San Cipriano a Fontecha, il 20 settembre Santa Lucia a Villaescusa.